# Den "riktiga" Elvis
Den "riktiga" Elvis är en barnbok från 1976 av den svenska författaren Maria Gripe med illustrationer av Harald Gripe.
Den "riktiga" Elvis är den tredje boken av fem i serien om pojken Elvis, vilken avslutades 1979. Elvis mamma har förbjudit honom att träffa Annarosa eftersom hon anses vara dåligt sällskap. Elvis och Annarosa beger sig till de rikas golfbana och samlar golfbollar, något som leder till att de omhändertas av polis och blir rapporterade till barnavårdsnämnden. I relationen till Annarosa får Elvis konkurrens av flickan Helga eftersom Annarosa säger sig vilja ha en flicka som bästis, något som leder till förvecklingar. Elvis har däremot blivit vän med den något försupne Enar Browall, som "kan vara" Annarosas pappa. Elvis föräldrars äktenskap knakar i fogarna och efter ett misslyckat försök att rädda förhållandet genom en semesterresa till Kanarieöarna, varunder Elvis är hos farfar och farmor, beslutar sig paret för att separera. Elvis och hans mamma skall flytta till mormor och morfar, men Elvis trivs inte alls där och vill hellre vara hos farfar och farmor. Elvis mamma vill däremot inte alls att han skall vara där, eftersom farfar brukar sitta och dricka brännvin.